# Gora Storozhevaja
Gora Storozhevaja (englische Transkription von russisch Гора Сторожевая Gora Storoschewaja, deutsch ‚Wachhundberg‘) ist ein Nunatak im ostantarktischen Mac-Robertson-Land. In der Aramis Range der Prince Charles Mountains ragt er unmittelbar westlich der Pagodroma Gorge auf.
Russische Wissenschaftler benannten ihn.